# Ceratozamia morettii
Ceratozamia morettii là một loài thực vật hạt trần trong họ Zamiaceae. Loài này được Vázq.Torres & Vovides mô tả khoa học đầu tiên năm 1998.